# Теорема Рауса — Гурвица
Теоре́ма Ра́уса — Гу́рвица предоставляет возможность определить, является ли данный многочлен устойчивым по Гурвицу. Была доказана в 1895 г. А. Гурвицем и названа в честь Э. Дж. Рауса (предложившего в 1876 г. другой — но эквивалентный критерию Гурвица — критерий устойчивости многочлена) и А. Гурвица.

## Условные обозначения
Пусть {\displaystyle f(z)} — многочлен (с комплексными коэффициентами) степени {\displaystyle n}. При этом среди его корней нет двух корней на одной и той же мнимой линии (т. e. на линии {\displaystyle z=ic} где {\displaystyle i} — мнимая единица и {\displaystyle c} — вещественное число). Давайте обозначим {\displaystyle P_{0}(y)} (многочлен степени {\displaystyle n}) и {\displaystyle P_{1}(y)} (ненулевой многочлен степени строго меньшей, чем {\displaystyle n}) через {\displaystyle f(iy)=P_{0}(y)+iP_{1}(y)}, относительно вещественной и мнимой части {\displaystyle f} мнимой линии.
Введём следующие обозначения:
- {\displaystyle p} — число корней {\displaystyle f} в левой полуплоскости (взятых с учётом кратностей);
- {\displaystyle q} — число корней {\displaystyle f} в правой полуплоскости (взятых с учётом кратностей);
- {\displaystyle \Delta \arg f(iy)} — изменение аргумента {\displaystyle f(iy)}, когда {\displaystyle y} пробегает от {\displaystyle -\infty } до {\displaystyle +\infty };
- {\displaystyle w(x)} — число изменений обобщённой цепочки Штурма, полученной из {\displaystyle P_{0}(y)} и {\displaystyle P_{1}(y)} с помощью алгоритма Евклида;

- {\displaystyle I_{-\infty }^{+\infty }r(x)} — индекс Коши рациональной функции {\displaystyle r(x)} на вещественной прямой.

Пусть {\displaystyle f(z)} — многочлен Гурвица над полем комплексных чисел (т. е. {\displaystyle f} он не имеет комплексных коэффициентов и все его корни лежат в левой полуплоскости). Разложим {\displaystyle f} в сумму:
{\displaystyle f(z)=g(z^{2})+zh(z)}.
Обозначим коэффициенты {\displaystyle g} как {\displaystyle a_{j}^{0}}, а {\displaystyle h} — как {\displaystyle a_{j}^{1}}. Внимание! Они пронумерованы «с конца», то есть свободным коэффициентом многочлена {\displaystyle g} является {\displaystyle a_{0}^{0}}.

## Формулировка
В обозначениях, введённых выше, теорема Рауса — Гурвица формулируется следующим образом:
{\displaystyle p-q={\frac {1}{\pi }}\Delta \arg f(iy)=-I_{-\infty }^{+\infty }{\frac {P_{1}(y)}{P_{0}(y)}}=w(+\infty )-w(-\infty ).}
Из первого равенства, например, мы можем заключить, что когда изменение аргумента {\displaystyle f(iy)} положительно, тогда {\displaystyle f(z)} имеет больше корней слева от мнимой оси, чем справа.
Равенство {\displaystyle p-q=w(+\infty )-w(-\infty )} может рассматриваться как комплексный аналог теоремы Штурма. Однако есть отличие: в теореме Штурма левая часть {\displaystyle p+q}, а {\displaystyle w} из правой части есть число изменений в цепочке Штурма (в то время как в данном случае {\displaystyle w} относится к обобщённой цепочке Штурма).

### Критерий устойчивости Гурвица
Определим матрицу Гурвица как выстроенные «лесенкой» нечётные и чётные коэффициенты:
{\displaystyle H_{f}={\begin{pmatrix}a_{1}&a_{3}&\dots &a_{1+2\cdot [{\frac {n-1}{2}}]}&&\\a_{0}&a_{2}&\dots &a_{2\cdot [{\frac {n}{2}}]}&&\\&a_{1}&a_{3}&\dots &a_{1+2\cdot [{\frac {n-1}{2}}]}&\\&a_{0}&a_{2}&\dots &a_{2\cdot [{\frac {n}{2}}]}&\\&\vdots &&&\vdots &\\&&&&\dots &a_{n}\end{pmatrix}},}
в зависимости от степени многочлена, в последней строке будут чётные или нечётные коэффициенты. Все главные миноры этой матрицы положительны, если {\displaystyle f} — многочлен Гурвица, и наоборот.

### Критерий устойчивости Рауса
Цепочка Штурма,  начинающаяся многочленами {\displaystyle g} и {\displaystyle h}, определяет последовательность {\displaystyle a_{0}^{1},a_{0}^{2},\dots ,a_{0}^{n}} ведущих коэффициентов многочленов цепочки. Все элементы этой последовательности имеют строго одинаковый знак, если {\displaystyle f} — многочлен Гурвица, и наоборот.
- Существует более общая версия критерия Рауса: количество корней в правой полуплоскости равно количеству перемен знака в цепочке.
- Обратите также внимание, что в записи {\displaystyle a_{0}^{i}} число {\displaystyle i} — индекс переменной, а не показатель степени.

### Эквивалентность
Критерии Гурвица и Рауса эквивалентны. Они оба характеризуют устойчивые по Гурвицу многочлены.

## Доказательство
Применив метод Гаусса к матрице {\displaystyle H_{f}}, мы получим диагональную матрицу {\displaystyle H_{f}^{*}}. Однако теперь критерий Гурвица соответствует требованию «все элементы {\displaystyle h_{j,j}^{*}} трансформированной матрицы имеют одинаковый знак». Если же подробно рассмотреть, как метод Гаусса трансформирует матрицу {\displaystyle H_{f}}, мы получим условия генерации цепочки Штурма. Убедившись, что коэффициенты {\displaystyle h_{j,j}^{*}} соответствуют коэффициентам {\displaystyle a_{0}^{j}}, мы и получим критерий Рауса.

## Критерий Рауса — Гурвица
Из этой теоремы легко следует критерий устойчивости, так как {\displaystyle f(z)} — устойчив по Гурвицу тогда и только тогда, когда {\displaystyle p-q=n}. Таким образом получаем условия на коэффициенты {\displaystyle f(z)}, накладывая дополнительные условия {\displaystyle w(+\infty )=n} и {\displaystyle w(-\infty )=0}.
Наравне с теоремой Стилтьеса, теорема Рауса — Гурвица даёт способы характеризации устойчивых многочленов. Устойчивость — свойство, важное не только в теории функций комплексных переменных. Например, в теории управления рациональный фильтр является стабильным тогда и только тогда, когда его z-преобразование устойчиво. Она является таковой, если многочлен Лорана в знаменателе не имеет корней вне единичной окружности. Решение этой проблемы можно, однако, свести к проблеме устойчивости «обычного» многочлена в изложенной в данной статье формулировке.
Кроме того, соответствие критериев Рауса и Гурвица даёт больше информации о структуре простого критерия Рауса, которая видна при изучении более сложного критерия Гурвица.